# L'Affaire Pélican (roman)
Pour les articles homonymes, voir L'Affaire Pélican.
L'Affaire Pélican (titre original : The Pelican Brief) est un roman policier de John Grisham, publié en 1992.
C'est son troisième roman après Non coupable et La Firme.

## Résumé
Deux meurtres ont eu lieu à Washington. Deux juges de la Cour suprême sont tués pour une raison qui reste un mystère... ni la CIA ni le FBI n'ont la moindre idée quant à ces crimes et ne savent par où commencer l'enquête. Une jeune femme nommée Darby Shaw, brillante étudiante en droit, découvre la raison de ces deux meurtres et décide d'en faire un rapport : « l'Affaire Pélican ». Mais sa vie se trouve alors menacée. Avec l'aide de Gray Grantham, un journaliste du Washington Post, elle a découvert un ennemi invisible.
Parviendra-t-elle à temps à percer à jour les coupables ?

## Éditions
Édition originale américaine
- (en) John Grisham, The Pelican Brief, New York, Doubleday, février 1992, 371 p. (ISBN 978-0-385-42198-0, LCCN 91033235)

Éditions françaises
- John Grisham (trad. Patrick Berthon), L'Affaire Pélican [« The Pelican Brief »], Paris, Robert Laffont, coll. « Best-sellers », 1er décembre 1993, 405 p. (ISBN 978-2-221-07389-6, BNF 35661666)
- John Grisham (trad. Patrick Berthon), L'Affaire Pélican [« The Pelican Brief »], Paris, Pocket, coll. « Pocket » (no 4335), 1er juin 1995, 413 p. (ISBN 978-2-266-06488-0, BNF 35768606)

## Adaptation cinématographique
- 1993 : L'Affaire Pélican, film américain réalisé et scénarisé par Alan J. Pakula, d'après le roman éponyme de Grisham, sorti sur les écrans le 17 décembre, avec Julia Roberts et Denzel Washington dans les rôles principaux.